# Nagol
Nagol (prononcé en catalan : /nəˈɣɔɫ/, et localement : /naˈɣɔɫ/) est un village d'Andorre situé dans la paroisse de Sant Julià de Lòria qui comptait 64 habitants en 2017.

## Géographie

### Localisation
Nagol est bâti à une altitude de 1 120 m. Comme Aixirivall, Auvinyà, Certers et Fontaneda, Nagol fait partie des villages installés non pas au sein mais au dessus de la vallée du Gran Valira. La portion la plus basse de cette vallée, à proximité de la frontière espagnole, n'a en effet pas été élargie par les glaciers au cours des dernières glaciations et ne laisse donc pas l'espace nécessaire à l'installation d'un village.
Nagol se trouve à 3 km au nord-est de Sant Julià de Lòria. Le village est accessible par la route CS-120 débutant à Sant Julià de Lòria et se poursuivant au delà jusqu'à Llumeneres et Certers (2,5 km).

### Climat
| Mois                              | jan. | fév. | mars | avril | mai  | juin | jui. | août | sep. | oct. | nov. | déc. | année |
| --------------------------------- | ---- | ---- | ---- | ----- | ---- | ---- | ---- | ---- | ---- | ---- | ---- | ---- | ----- |
| Température minimale moyenne (°C) | −2,4 | −2,1 | −0,2 | 2,3   | 6    | 9,8  | 12,2 | 12,1 | 8,9  | 5,5  | 1,2  | −1,4 | 4,4   |
| Température moyenne (°C)          | 2    | 3,2  | 5,8  | 7,7   | 11,8 | 16,1 | 19,2 | 18,7 | 15,1 | 10,9 | 5,7  | 2,7  | 9,9   |
| Température maximale moyenne (°C) | 6,3  | 8,3  | 11,5 | 13,2  | 17,3 | 22,5 | 25,8 | 25   | 20,9 | 15,9 | 10   | 6,8  | 15,2  |
| Précipitations (mm)               | 53,5 | 30,7 | 42,4 | 77,3  | 94,2 | 84,4 | 60,9 | 80,1 | 83,4 | 79,9 | 81,8 | 65,3 | 833,8 |

## Patrimoine
Le village abrite l'église Sant Serni, bâtie au XIe siècle, dans un style typique de l'architecture andorrane : nef rectangulaire, abside semi-circulaire et clocher-mur. Elle domine toute la vallée de Sant Julià de Lòria. L'église est surtout reconnue pour abriter les plus anciennes peintures romanes de tout le pays. Celles-ci, contemporaines de la construction de l'église, sont marquées par l'art préroman,.
Vers le nord-ouest, l'église romane Sant Martí accrochée à une falaise date du XIe siècle.

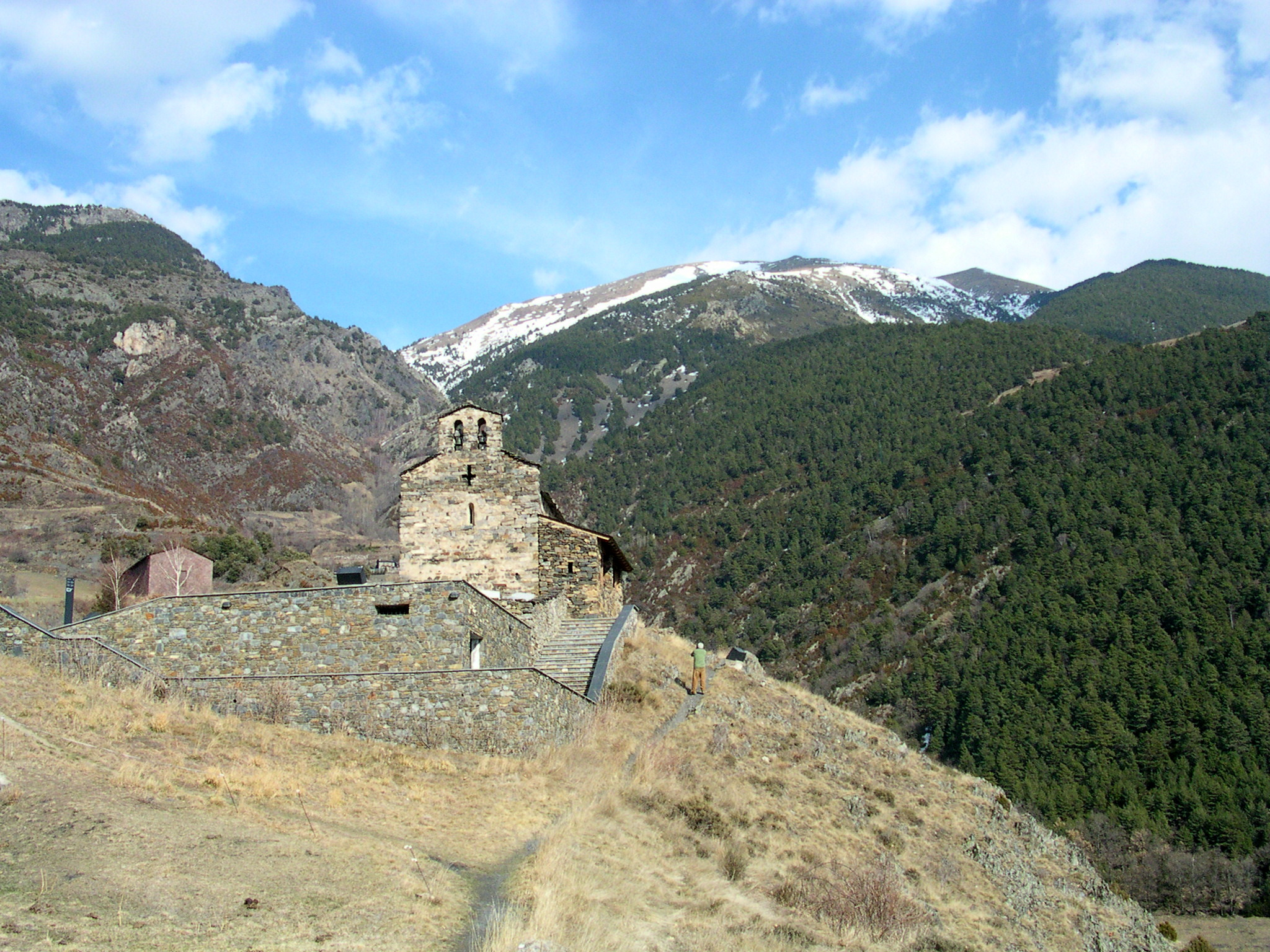
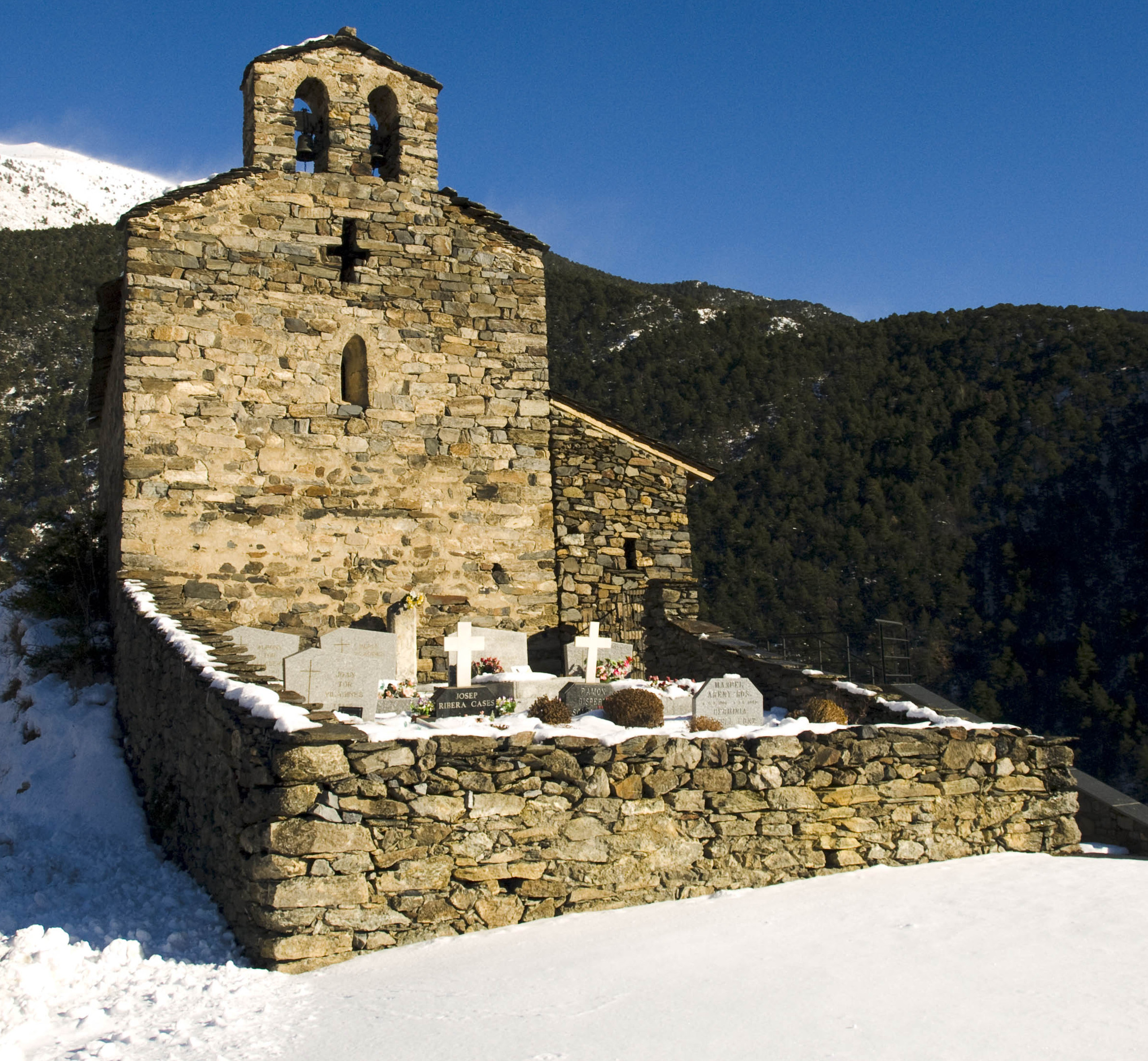
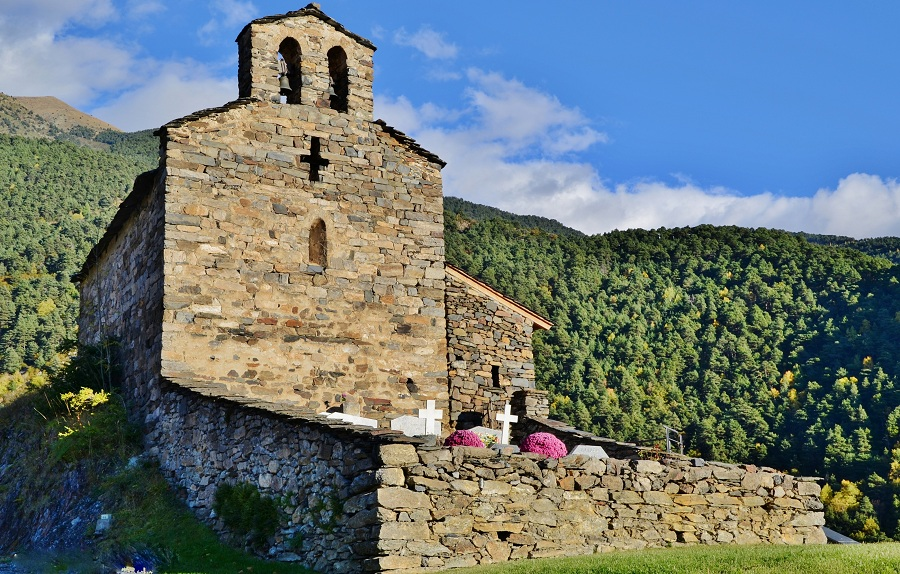
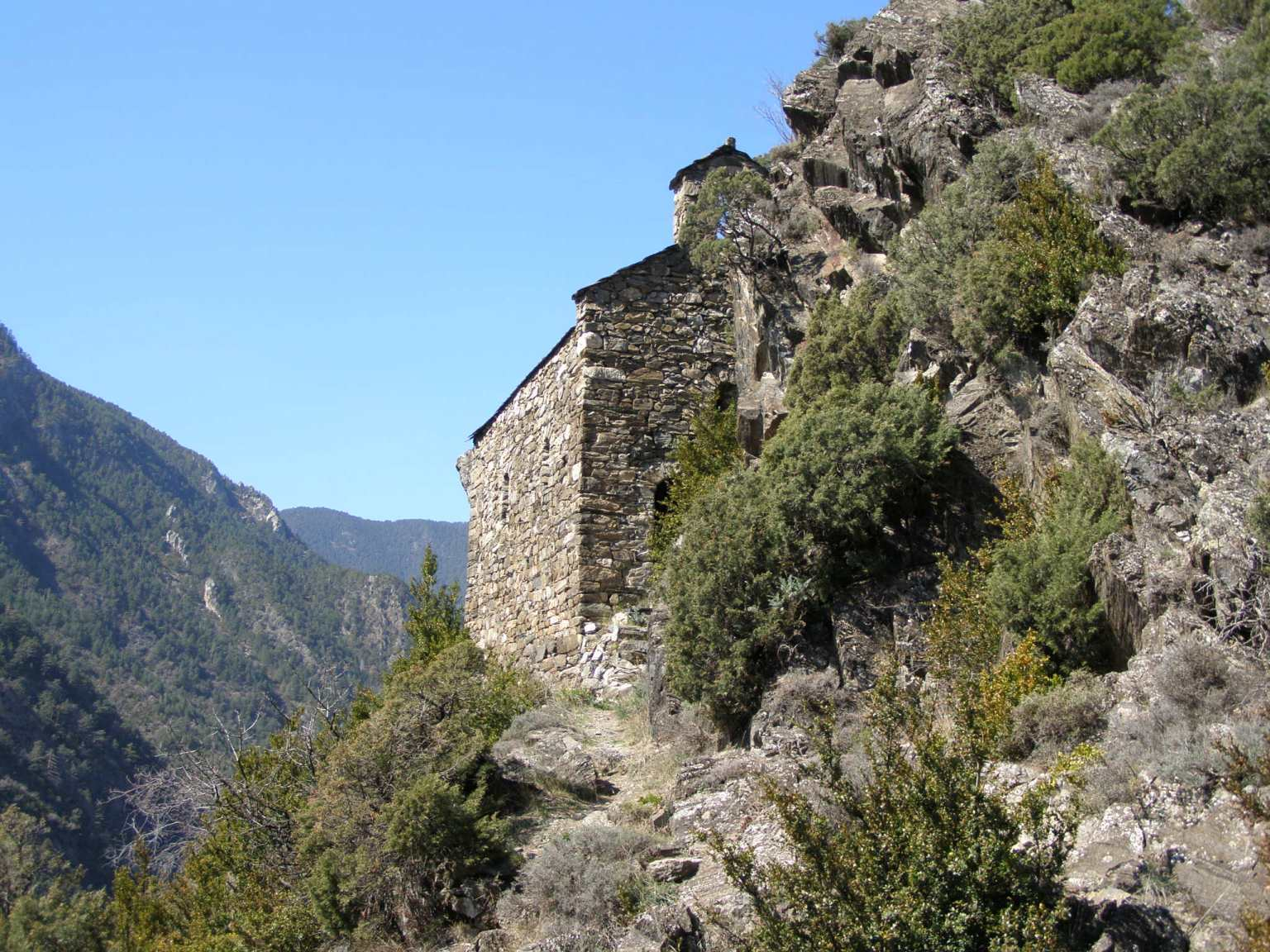

## Démographie
La population de Nagol était estimée en 1838 à 30 habitants et à 40 habitants en 1875.

### Époque contemporaine
| 1984 | 1985 | 1986 | 1987 | 1988 | 1989 | 1990 | 1991 | 1992 |
| ---- | ---- | ---- | ---- | ---- | ---- | ---- | ---- | ---- |
| 20   | 22   | 21   | 21   | 20   | 17   | 18   | 18   | 18   |

| 1993 | 1994 | 1995 | 1996 | 1997 | 1998 | 1999 | 2000 | 2001 |
| ---- | ---- | ---- | ---- | ---- | ---- | ---- | ---- | ---- |
| 22   | 24   | 24   | 24   | 23   | 37   | 38   | 33   | 33   |

| 2002 | 2003 | 2004 | 2005 | 2006 | 2007 | 2008 | 2009 | 2010 |
| ---- | ---- | ---- | ---- | ---- | ---- | ---- | ---- | ---- |
| 37   | 40   | 44   | 48   | 56   | 58   | 57   | 57   | 59   |

| 2011 | 2012 | 2013 | 2014 | 2015 | 2016 | 2017 | - | - |
| ---- | ---- | ---- | ---- | ---- | ---- | ---- | - | - |
| 58   | 54   | 55   | 58   | 59   | 60   | 64   | - | - |

## Toponymie
Le linguiste catalan Joan Coromines propose une origine latine au toponyme Nagol. Il considère que Nagol est formé sur l'agglutination de deux éléments,, :
- Un premier élément, en-, à valeur locative, dont le « e » sera éliminé en raison du fait que le second élément commence par une voyelle. Coromines mentionne d'ailleurs deux autres toponymes andorrans basés sur une agglutination à partir du locatif en- : Envalira et Encamp. Pour ces deux derniers, la voyelle « e » persiste, la seconde partie de ces toponymes débutant par une consonne. La disparition du « e »  initial est d'ailleurs bien objectivée par les formes toponymiques anciennes attestées : Enugall (en 1082), Enegual (en 1176), Nagol (en 1213), Enagal (en 1235), Negual (en 1265), Nagall (en 1360), Nagual (en 1394 et 1486).
- Un second élément, agual ou agol provenant du latin aquale signifiant « remous » ou « tourbillon », pouvant s'appliquer dans ce cas à un torrent. On peut simplifier l'analyse en faisant remonter aquale à aqua (« eau »), ce qui fait de Nagol le « lieu avec de l'eau ». Coromines souligne ici l'absence d'apparition de la voyelle « i » comme dans le catalan aigua (« eau »), agual / agol restant plus fidèle à sa racine latine.